# Orsoline di Gesù
Le Orsoline di Gesù, dette anche di Chavagnes (in francese Ursulines de Jésus), sono un istituto religioso femminile di diritto pontificio: le suore di questa congregazione pospongono al loro nome la sigla U.J.D.

## Storia
La congregazione, detta in origine delle Figlie del Verbo Incarnato, venne fondata a Chavagnes-en-Paillers, in Vandea, il 2 luglio 1802 da Louis-Marie Baudouin e Charlotte-Gabrielle Ranfray, per l'istruzione della gioventù e l'assistenza agli ammalati: il titolo originale dell'istituto venne presto mutato in "Orsoline di Gesù" per approfittare di un decreto imperiale del 1806 che consentiva genericamente a tutte le congregazioni di "orsoline" di svolgere l'attività educativa.
La cerimonia di vestizione delle prime ventiquattro postulanti venne celebrata il 21 novembre 1806.
L'istituto venne approvato civilmente da Carlo X il 28 maggio 1826; ricevette il pontificio decreto di lode il 30 giugno 1877 e venne approvata definitivamente dalla Santa Sede il 7 giugno 1926.

## Attività e diffusione
Le Orsoline di Gesù si dedicano a varie opere educative, sanitarie e parrocchiali.
Sono presenti in Europa (Francia, Irlanda, Italia, Regno Unito, Spagna), in America (Bolivia, Canada, Cile, Ecuador) e in Camerun: la sede generalizia è a Meudon, presso Parigi.
Al 31 dicembre 2005 l'istituto contava 572 religiose in 93 case.